# Saint-Mury-Monteymond
Saint-Mury-Monteymond település Franciaországban, Isère megyében. Lakosainak száma 335 fő (2022. január 1.). Saint-Mury-Monteymond La Combe-de-Lancey és Sainte-Agnès községekkel határos.

## Népesség
A település népessége az elmúlt években az alábbi módon változott:
| Lakosok száma | 150  | 193  | 259  | 339  | 339  | 330  | 320  | 325  | 320  | 335  |
|               | 1968 | 1982 | 1990 | 2006 | 2013 | 2015 | 2017 | 2019 | 2020 | 2022 |